# Partido alto
Partido alto es uno de los cuatro en que históricamente se divide la Merindad de Valdivielso en el Corregimiento de las Merindades de Castilla la Vieja, situadas en la provincia de Burgos, comunidad autónoma de Castilla y León (España).

## Lugares que comprendía
Comprendía los siguientes trece lugares, todos con jurisdicción de realengo.
| - Ahedo de Butrón - Colinas - Dobro | - Escóbados de Abajo - Escóbados de Arriba - Herrera | - Huéspeda - Madrid - Porquera | - Quintanilla - Tubilleja - Tudanca - Villalta |  |

## Historia
iA la caída del Antiguo Régimen todos los lugares quedaron agregados al ayuntamiento constitucional de Merindad de Valdivielso, en el partido de Villarcayo perteneciente a la región de Castilla la Vieja.
En la actualidad estas localidades pertenecen a los municipios de Los Altos y Rucandio.